# Kongma Tse
Der Kongma Tse (auch Khongma Tse; früher Mehra Peak) ist ein Gipfel im Mahalangur Himal im östlichen Nepal.
Der Kongma Tse ist ein so genannter Trekkinggipfel. Er liegt in der Khumbu-Region, 9,8 km westsüdwestlich des Mount Everest, und besitzt eine Höhe von 5849 m (nach anderen Quellen 5820 m).
Der Gipfel fällt in die Kategorie „B“ der Klettergipfel gemäß der Mountaineers Association of Nepal.
Der Kongma Tse erhebt sich nördlich des 5585 m hoch gelegenen Bergsattels Kongma La. Jenseits diesem liegt ebenfalls ein Trekkinggipfel, der 5806 m hohe Pokalde. Der Kongma Tse liegt auf einem Bergkamm, der vom Nuptse aus in südwestlicher Richtung verläuft und den Nuptsegletscher im Osten vom Khumbugletscher im Westen trennt. Westlich des Kongma Tse liegt die Siedlung Lobuche.
Im oberen Bereich der Nordwand des Kongma Tse befindet sich ein kleinerer Hängegletscher.
Darunter fallen die Felswände steil bergab. Unterhalb des Hängegletschers zerschneidet eine diagonal verlaufende Eisrinne die Nordwand.
Der Kongma Tse bietet einen Blick auf den Pumori und den Lho-La-Pass. Der einfachste Aufstieg führt von den östlich des Kongma La gelegenen Seen entlang dem Rand der Hanggletscher zum Gipfel.
Die günstigste Zeit im Jahr für eine Besteigung liegt in den Perioden März–Mai und September–Dezember.